# Stephen Colletti
Pour les articles homonymes, voir Colletti.
Stephen Colletti est un acteur américain né le 7 février 1986 à Newport Beach (Californie).
Il est principalement connu pour avoir joué dans la série télévisée Les Frères Scott où il interprète le rôle de Chase Adams, un des personnages principaux.

## Biographie
Ses parents sont de descendants américains et italiens. Son père s'appelle Bruce Colletti. Il a un frère aîné et une sœur plus jeune, Lauren. Stephen a passé beaucoup de sa vie dans la communauté près de la plage de Laguna. Il a grandi avec un intérêt pour des sports d'eau avec son père. À un jeune âge, il a été filmé comme campeur d'une série de Disney appelée Bug Juice.
Il a joué le rôle de Chase Adams dans la série Les Frères Scott créée par Mark Schwahn entre 2007 et 2012. 
Il est également apparu dans le clip de Taylor Swift "White Horse". Mais il est surtout connu pour la série Laguna Beach: The Real Orange County, une scripted reality qui suit les aventures d'adolescents riches de Laguna Beach.
Fin 2017, il annonce son projet de série avec James Lafferty intitulée Everyone is doing great. Ils ont écrit, produit et ils sont acteurs dans celle-ci. Ils présenteront le pilote de la série en 2018 au ATX Television Festival. 

### Vie privée
Le père de Stephen s'appelle Bruce Colletti et il a une sœur cadette, Lauren Colletti.
En 1999, il est sorti avec l'actrice et chanteuse, Lalaine Vergara-Paras. De 2003 à 2004, il est sorti avec Kristin Cavallari. Il est ensuite sorti avec Lauren Conrad de 2004 à 2005. 
En 2006, il fréquente l'actrice Hayden Panettiere puis le couple se sépare en septembre 2007 et sont restées amis. Ensuite, il est brièvement sorti avec l'actrice Ashley Bashioum. 
De 2011 à 2013 il a été en couple avec l'actrice Chelsea Kane qui a également joué dans les dernières saisons des Frères Scott.
Son meilleur ami est James Lafferty, ils se sont rencontrés sur la série Les Frères Scott.

## Filmographie

### Cinéma
- 2007 : Normal Adolescent Behavior : Robert
- 2008 : Tinslestars : Lou Masters
- 2009 : La Course d'une vie (Shannon's Rainbow / Amazing Racer) : Brandon
- 2010 : Maskerade : Evan
- 2010 : Kill Katie Malone : Jim Voix française : Charles Germain

### Télévision

#### Téléfilms
- 2012 : Double Destinée (All About Christmas Eve) : Darren (Voix française : Charles Germain)
- 2014 : Statut Suspect (Status: Unknown) : Josh Dell[1]
- 2018 : La reine du remariage (The Wedding Do Over) : Dan Clark[2]
- 2018 : Did I Kill My Mother? : Brody Long
- 2018 : Un ex-fiancé en cadeau (Hometown Christmas) : Nick Russell (Voix française : Julien Allouf)

#### Séries télévisées
- 2004 - 2005 : Laguna Beach: The Real Orange County : Stephen (saisons 1 et 2 - 27 épisodes)
- 2008 - 2010 : The Hills : Stephen (saison 3, épisode 26 / saison 6, épisode 12)
- 2007 - 2012 : Les Frères Scott (One Tree Hill) : Chase Adams (récurrent saisons 4 à 7 / principal saisons 8 et 9 - 57 épisodes) Voix française : Charles Germain
- 2013 - 2016 : Hit the Floor : Teddy Reynolds (récurrent saison 3 / invité saisons 1 et 2 - 6 épisodes)